# 독일의 현대극
이 문서는 독일의 현대극에 대해 설명한다.

## 독일 현대극의 개관

### 독일의 표현주의
과학적으로 자연을 관찰하고 분석하는 자연주의(自然主義)의 객관적·수동적인 예술방법에 반대하고 주관적 능동적인 영혼의 외침에 의해 인간의 주체성을 회복하고 만상(萬象)의 본질을 찾으려는 표현주의의 운동은 연극에 있어서는 자연스러운 듯한 착각을 주는 종래의 일류전 연극의 테두리를 파괴하는 획기적 운동이었다. 물론 뷔흐너나 스트린드베리와 근대의 반시민적(反市民的)인 베더킨트나 슈테른하임 등에서도 표현주의의 선구자적 경향을 엿볼 수 있으나 1910년경부터 수십년에 걸쳐 독일의 극장에는 젊은 표현주의의 작가들이 속속 등장하였다. 인상주의(印象主義)나 상징주의(象徵主義)로 불리는 운동에서 출발하여 빈의 전통을 강하게 나타내는 호프만슈탈이나 슈니츨러가 있었던 오스트리아에도 바르, 코코시카, 발 등에 의해서 표현주의가 시작되었다. 대표적인 표현주의 희곡은 극장의 제약을 무시한 자유로운 장면배열(場面配列), 절규적인 모놀로그, 기성사회에의 반항, 인류애적인 종교성, 원시적인 도취 등을 그 특징으로 한다. 더욱이 평화주의·반전주의적(反戰主義的)인 경향에서 혁명적·정치적 방향으로도 발전하여(톨러) 내면적성(內面的性)에의 구심(求心)에 의해서 종교적인 표현을 얻는 수도 있다(바를라하). 대표적인 초기작품에는 기성세대의 부정을 단적으로 나타내는 부자대립(父子對立)을 테마로 한 작품도 많다(조르게의 <거지>, 하젠클레버의 <자식>, 브론넨의 <부친살해>). 반전적인 경향을 나타낸 작품으로는 괴링의 <해전(海戰)>, 운루흐의 <일족(一族)>, 베르펠의 <트로이의 여인> 등이 있다. 기교적인 작품을 쓴 카이저에게서도 표현주의의 영향을 많이 찾아볼 수 있다. 바우하우스에 의한 조형미술가들도 다원(多元)의 예술을 일원화한 전체적인 표현주의 연극의 실험을 행하였다.

### 독일의 신즉물주의 이후
일세를 풍미한 표현주의의 연극도 파악하기 힘든 대상이지만, 허무한 도취가 반성되어 보고형식이나 르포르타주를 주제로 한 신즉물주의라 부르는 풍조에 자리를 양보하게 되었다. 1920년대에는 피스카토르가 정치연극을 주창하여 정치를 우선시킨 아지프로극도 등장했다. 이 시기에 등장한 작가는 표현주의와 신즉물주의라는 두 경향의 영향을 받고 있다. 브레히트·추크마이어·볼프 등도 초기작품에는 모두 표현주의의 특징을 지니고 있다. 1920년대에는 그 밖에 프랑크·브루크너·브론넨·란벨·클라우스·호르바트 등이 등장했다. 추크마이어의 <즐거운 포도산(葡萄山)>이란 소박한 자연묘사와 삶의 구가(謳歌)는 표현주의적인 경향에 싫증이 난 사람들에게 열렬한 환영을 받았으며, <케페니크의 대위(大尉)>로써 그의 부동의 지위를 확립했다. 브레히트는 20년대에 이미 서사적 연극의 이론을 발표하기 시작하여 종래의 연극을 혁신하려 하였고, 28년에는 <싸구려 오페라>로 획기적인 성공을 거두었다. 그러나 나치스가 정권을 잡게 되자 이에 적극적으로 협력한 표현주의 작가 요스트 등을 제외한 대다수의 재능있는 극작가들은 해외로 망명할 수밖에 없었고, 새로운 연극의 싹은 모두 잘리고 말았다. 브레히트가 예언한 바와 같이 파시즘 연극은 극적 감동을 오용한 것이다. 나치스가 시도한 게르만적 징시필이라고 부르는 공동체극 등은 아무런 예술적인 성과도 올리지 못했다.

### 독일의 전후극계
2차대전 후인 1949년에 동서 독일로 분열된 후부터 부분적으로는 공통적인 시도를 엿볼 수 있었다고는 하나 그들이 지향하는 현대극의 방향은 매우 다른 것이었다. 제2차대전 직후에는 패전의 충격이 너무나도 커서 제1차대전 직후의 표현주의 운동과 같은 활발한 움직임은 전혀 볼 수가 없었고, 겨우 보르헤르트의 <집 밖>이 잃어버린 시대에 대한 고발을 외친 데 그쳤다. 추크마이어가 <악마의 장군>을 거느리고 망명에서 돌아왔으며 그 후에 여러 작품을 발표했으나 전체적으로는 독일극계가 대공백시대(大空白時代)를 맞이하게 되었으며 외국극으로 겨우 그 명맥을 유지하는 실정이었다. 오히려 이 시기에 등장한 스위스의 두 작가 프리시와 뒤렌마트가 이 공백을 메웠다.

### 브레히트와 동독의 연극
1949년 브레히트가 동베를린으로 넘어간 후에, 망명 중의 작품을 차례로 발표하여 세계적인 주목을 끌게 되었다. 이화효과(異化效果) 등의 새로운 기법으로 극장을 인식의 터전으로 삼으려는 그의 서사적 연극(敍事的演劇)은 동독에서 교조(敎條)로 삼고 있었던 사회주의 리얼리즘 ――실은 낡고 감정적인 연극을 모태로 한 ――신봉자들과 대결을 하였고 그의 시도를 변증법(辨證法)의 연극에까지 발전시키는 도상에서 세상을 떠났다. 동독에서 브레히트의 영향을 받고 출발한 젊은 작가로는 하크스를 비롯한 슈트리트마터, 바이에르, 뮐러 등을 들 수 있으며, 볼프가 지도한 사회주의 리얼리즘의 선(線)에 충실한 작가는 치너, 쿠버, 자트코프스키, 푸파이퍼, 하우저 등으로 직장작가(職場作家)의 공식적인 작품이 우대를 받고 있다.

### 서독의 연극
브레히트는 서독에서도 젊은 작가들의 큰 지표와 자극이 되었으나 사회의 변혁을 지향하고 '오늘의 세계를 연극으로 재현하는' 사회적인 자세뿐만 아니라 예술적인 시도도 크게 강조되었다. 물론 전후에 수입된 부조리 연극의 영향도 무시할 수 없다(힐데스하이머, 하이, 그라스 등). 대체로 낡은 감동적 연극이 이미 관객의 마음을 사로잡을 수 없게 되었다는 경향은 <차가운 빛> 이후 추크마이어의 부진을 보아도 알 수가 있다. 이 밖에 1950년대부터 60년대에 걸쳐서 서독에서는 아르젠, 즈르바노스, 아스모디, 비트링거, 히르비에, 뷴셰, 미헤르젠, 렌츠, 헤커, 만스페르트, 발트만, 마이어멜스 등이 등장했으나 뒤렌마트의 <귀부인 고향으로 돌아오다>나 프리시의 <안도라>에 미칠 만한 작품은 낳지 못하였다. 1963-1964년에 호흐후트의 <신(神)의 대리인>, 키프하르트의 <오펜하이머의 사건>, 바이스의 <마라의 박해와 암살> 등이 등장하면서부터 독일극(獨逸劇)은 또다시 국제적인 주목을 끌게 되었다. 그라스는 동서 독일의 분열에 메스를 댄 <천민(賤民)의 폭동연습>을 쓰고, 발저는 브레히트의 한계와 그의 극복을 탐구하면서 일련의 사회적인 희곡을 발표했다. 이들 작품은 모두 액추얼한 작가의 자세를 나타내고 있는데, 한편 프리시나 뒤렌마트는 희곡의 사회적인 유효성에 관한 의문이 브레히트 비판이라는 형태로 나타났고, 반대로 바이스는 명확한 정치적 코미트의 자세를 분명히 했다. 가장 젊은 세대로는 서독의 슈펠, 랑게 등이 기대된다.

### 오스트리아의 작가들
오스트리아에서는 전통적인 작극술(作劇術)을 밟은 호흐발더가 장로(長老)인 메르, 쵸콜의 뒤를 이어 전후에 등장하였으며, 이어 프우바아레크, 츠자네크, 큐넬트, 베티, 라팔트 등이 활약했다. 도발적인 <관객을 욕한다>의 작가 한트케는 비트적인 신풍(新風)으로 독일에도 진출했다.

## 작가와 작품

### 카를 슈테른하임
Carl Sternheim(1878-1942) 냉정한 희화적(戱畵的)인 필치로 소시민의 생활을 폭로하고, 이상을 파괴한 소시민의 영웅생활을 그린 연작(連作)인 <즈로스> <스노프> <1913> <부르주아 시펠> <금고(金庫)> 등이 대표작이다. 전보적(電報的)인 문체로써 표현주의와도 관련지을 수 있으나 감정을 배격한 지적(知的)·풍자적 태도에 의해 구별되며, 근년에 와서 또다시 부활 상연이 대단하다.

### 게오르크 카이저
Georg Kaiser(1878-1945) 사고(思考)의 유희자(遊戱者)로 불리며, 기교적으로도 뛰어난 드라마를 통해서 자기의 사상을 표현했다. <칼레의 시민>(1916)에서 보여준 새로운 인간에의 기대나, <아침부터 밤까지>의 형식은 표현주의와의 유연(類緣)을 생각하게 한다. 흥행적으로도 성공한 <평행(平行)> <오페라의 화재> 등 여러 작품을 발표했으나 2부작 <가스>에서는 기술문명과 인간의 대결을 주요 테마로 삼고 있다. 스위스로 망명한 만년에는 반전극(反戰劇)인 <병사 타나카>와 그 밖에 고전극의 개작을 발표한 바 있다.

### 라인하르트 조르게
Reinhard Sorge(1892-1916)<거지>(1910)는 부자(父子)간의 대립을 그린 것인데, 기성사회의 부정과 새로운 창조의 대망을 절규하는 일인칭의 희곡으로 표현주의극(表現主義劇)의 선구가 되었다. 1차대전 중에 전사했다.

### 바르터 하젠클레버
Warter Hasenclever(1890-1940)젊은 세대의 아버지에의 반항을 그린 <아들>, 반전적(反戰的)인 <안티고네>, 종교적인 <인간> 등의 여러 작품은 모두 표현주의의 특색을 나타내고 있다. 인간성의 회복을 구하는 열광적인 절규에다 정치적인 자세를 가미했다. 만년에는 <결정> <나폴레옹 나서다> <천국에서 맺어지는 사랑> 등과 같은 경묘한 문명비평극이나 오락극도 집필했다. 나치스의 박해로 망명한 후에 자살했다.

### 오스카르 코코슈카
Oskar Kokoschka(1886-1980) 화가로서도 저명한 그는 초기 표현주의극의 개척자로서 <불타는 가시밭>(1911)은 극장소동을 일으키기도 했다. 이 작품은 <살인자, 희망, 여성>과 함께 적나라한 인간남녀의 원존재적 본질(原存在的本質)을 파헤친 작품이며, 회화(繪畵)도 중요한 표현수단으로 쓰이고 있다.

### 아우구스트 슈트람
August Stramm(1874-1915) 간단한 전보문체의 창시자. <황야의 신부(新婦)> <사건> 등에서는 언어가 거의 원시적인 단어의 절규로 환원되고 있다. 1차대전 중에 전사했다.

### 라인하르트 괴링
Reinhardt Goering(1887-1936) 반전적(反戰的)인 표현주의극으로 <해전(海戰)>이 있는데, 포탑(砲塔)안의 수병(水兵)이 전투를 하다가 전사할 때까지의 광경을 압축된 대사로 그린 것이다. 그 밖에 합창극인 <스코트의 남극탐험>이 있다. 나치스 치하에서 자살했다.

### 프리츠 폰 운루
Fritz Von Unruh(1885-1970) 프로이센 사관(士官) 출신인데 반전론자가 되어 <일족(一族)> <광장(廣場)> <결정하기 전에> 등 표현주의적인 희곡을 발표했다. <루이 페르디난드 왕자(王子)>와 그 밖의 역사극도 있다. 미국으로 망명했다가 귀환, 괴테상을 받았다.

### 에른스트 톨러
Ernst Toller(1893-1939) 제1차대전 후의 혁명운동에 관련되어 복역중에, 표현주의적인 반전극 <변전(變轉)>이 상연되었다. 청년이 전쟁체험으로부터 혁명에 눈을 뜨는 과정을 서정적(抒情的)이며 열광적으로 그린 작품이다. 사회혁명가의 비극을 그린 <군집(群集) 인간>, 기계문명에다 인간성을 대결시킨 <기계파괴자>, 전상불구자(戰傷不具者)를 다룬 <힌케만>을 발표했다. 출옥한 후에 발표한 <힘차게 살고 있다>는 피스카토르에 의해 상연되어 센세이션을 불러 일으켰다. 미국으로 망명 후 자살했다.

### 프란츠 베르펠
Franz Werfel(1890-1945) 유대계 오스트리아인으로, 표현주의적인 서정시(抒情詩)와 병행하여 반전극(反戰劇) <트로이의 여인>을 발표했다. 분신(分身)을 다룬 몽환적(夢幻的)이며 신비적인 극인 <경인(鏡人)>(1920)은 표현주의의 대표작이다. <오 오, 인간이여> 조(調)의 세계적 동포주의가 그의 초기작품의 특색이다. 사극 <유아레스와 맥시밀리언>은 이미 관념적 경향을 떠났고 망명 중에 쓴 <야코보프스키와 대령>은 명랑한 유머를 나타내고 있다. 미국에서 2차대전 직후 병사했다.

### 한스 얀
Hans Henny-ja-hnn(1894-1959) 표현주의의 에로스의 테마는 <목사 에프라임 마그누스>(1919)에 나타나 있다. <리처드 3세의 대관식>에서는 인간의 불안을 탐색하고 있다. 2차대전 후에는 <빈곤, 부(富), 인간과 짐승>과, 전기극(傳記劇)인 <토마스 체스튼>이 있다.

### 이반 골
Yvan Goll(1891-1950) 알자스 태생으로 프랑스어로도 작품을 썼다. 쉬르레알리슴이나 입체파 예술가들과도 교섭을 갖고 <멧자렘, 영원한 시민>은 현대의 그로테스크 연극과 부조리극(不條理劇)의 선구라고 할 수 있다.

### 페르디난트 브루크너
Ferdinand Bruckner(1891-1958)금일성(今日性)을 갖는 시대극을 창도하고 전후의 청년층을 대상으로 심리분석을 시도한 <청년의 병(病)>(1926), 법률의 부정을 파헤친 <범죄인>, 유태인 문제극인 <인종(人種)> 등으로 표현주의가 쇠퇴한 후의 극계에 새바람을 몰고 왔다. 망명 후에는 오스트리데의 세계극장의 이념을 받아 사극 <잉글랜드의 엘리자베스>를 썼다. 인도의 고대극과 그리스극에도 흥미를 보였다.

### 에른스트 바를라흐
Ernst Barlach(1870-1938) 표현주의의 조각가(彫刻家)로서 희곡에서도 지상(地上)의 권력이나 가치에 종속함으로써 생겨나는 시대의 질환을 지적하고, '인간에 내재하는 신'을 탐구했다. 일상세계 속에서 초험적(超驗的)인 세계를 나타내는 <죽는 날> <참다운 세데문트족(族)> <푸른 볼>, 신비적인 우의극(寓意劇)인 <대홍수(大洪水)> <라체부르크 백작> 등 프로테스탄티즘의 입장에서 엄격한 탐구를 보인 표상적(表象的)인 희곡을 남겼다.

### 호르바트, 외된
don von Horvath(1901-1939) 헝가리 출신의 빈 작가로서 일상생활 속에서 엄격한 사회 비판과 풍자를 곁들여 죄과를 추구하는 <빈 숲의 이야기> <센의 미지(未知)의 여인> <사랑, 신앙, 희망> 등을 발표했다. <피가로의 이혼>이나 반전적인 <스라데크> 등도 재평가되고 있다. 망명하던 날 파리의 길가에서 쓰러지는 가로수에 치여 죽었다.

### 괴츠, 쿠르트
Curt Goetz(1888-1960) 배우로서 활약하면서 여러 무대효과에 뛰어난 희극을 자작자연(自作自演)하였다. <히오프 프레토리우스 박사>(1934) 등이 있다.

### 추크마이어, 카를
Carl Zuckmayer(1896-1977) 라인지방 출신으로서 제1차대전에서 귀환 후, 표현주의적 처녀작으로 출발했으나 라인을 배경으로 한 생명감에 넘치는 출세작 <즐거운 포도산(葡萄山)>(1925)에서는 표현주의와 결별하였으며, 의적극(義賊劇)인 <신더 한네스>나 서커스의 인정극(人情劇) <카타리나 쿠니> 등이 민중극적(民衆劇的)인 시도로써 관객을 끌었고 관료주의를 풍자한 걸작 <케페니크의 대위(大尉)>(1930)로 대성공을 거두었으나 나치스의 발흥과 함께 망명하였으며 전후에 미국에서 돌아와 군부(軍部)와 나치와의 대립을 그린 <악마의 장군> 등의 여러 작품으로 부활했다. 그러나 원자 스파이 문제를 다룬 <차가운 빛> 이후의 신작은 성공하지 못하였다. 감상미(感傷味)를 섞어가며 시사적인 테마에 보편적인 인간의 극을 찾으려는 작극술(作劇術)은 차츰 현대의 관객으로부터 멀어져 가고 있다.

### 브레히트, 베르톨트
Bertolt Brecht(1898-1956) 아우크스부르크의 제지소장의 아들로 태어났으나 전쟁체험을 통해서 자기의 계급에 등을 돌려 차츰 혁명적인 방향으로 나아갔다. 초기의 희곡에는 표현주의적인 경향도 남아 있었다. 처녀작인 <바알>, 출세작이 된 귀환병극(歸還兵劇) <밤의 북>, 인간소외(人間疏外)의 문제를 앞세운 <도시의 정글>에는 아직 안비바렌트한 도취나 익살, 조소의 빛이 강하지만 차츰 마르크스주의로 기울어져, 대상에의 거리적(距離的)인 태도는 사회적인 인식을 구하는 새로운 서사적 연극의 주요한 수법인 이화효과(異化效果)를 낳았다. <사나이는 사나이다> 그리고 실지교시(實地敎示)를 중시한 일련의 교육극의 시도는 이미 그러한 지향(志向)을 보인 것이다. 단순한 정감에 흐르지 않는 음악과 극의 새로운 종합을 구하는 방향은 작곡가 바일의 협력을 얻어 <싸구려 오페라>(1928)와 <마하고니시의 흥망>(1930)을 낳았다. <도살장의 성 요한나>와 <모친>은 정치적으로 가장 첨예한 극이다. 불우한 망명생활 중 그의 연극론은 차츰 체계화되었으며 이를 뒷받침하는 걸작 <배짱 센 어머니와 그 아이들> <푼틸라 나리와 하인 마티> <세추안의 선인(善人)> <코카서스의 백묵원(白墨圓)> <갈릴레이의 생애> 등을 연달아 집필, 전후에는 동베를린으로 넘어가 베를리나 앙상블을 결성하고 실제의 연극활동을 통해서 그의 연극의 혁신적인 의의를 무대 위에서 입증하여 세계적인 주목을 모았으나 변증법적 연극으로 발전시키는 도상에서 세상을 떠났다.

### 볼프, 프리드리히
Friedrich Wolf(1888-1953) 의사로서의 경험을 담은 <시안칼리>와 유태인의 문제를 다룬 <맘로크 교수> 등의 사회적 문제극과 혁명극 <카타로의 수병(水兵)>을 썼다. 전후에는 동독에서 사회주의 리얼리즘 극작의 지도적 입장에 섰고, 브레히트와 논쟁을 했으며, <여촌장(女村長) 안나> <토마스 뮌처> <보말슈> 등을 발표했다.

### 바이젠보른, 귄터
Gunter Weisenborn(1902-1969) 2차대전 전부터 반전극(反戰劇)인 <Ｕ보트 Ｓ４> 등을 써서 반나치 저항운동을 계속했다. 전후에는 서독에서 <비합법적인 사람들> <세 사람의 신사들> <두 천사(天使)가 내려오다> <읽어버려서>와 핵실험을 반대하는 합창극 등을 발표하여 반전적 정치자세를 취하고 있다.

### 호흐발더, 프리츠
Fritz Hochwalder(1911- ) 오스트리아 망명중 스위스에서 상연된 <성스러운 실험>으로 데뷔하여, 빈의 전통을 받아 엄밀한 극형식(劇形式)을 밟아 역사적인 소재 속에서 현대성을 찾는 <검찰총장> <도나듀> 등으로 전후에 국제적인 인정을 받았으나 현대의 에브리만극 <목요일>에서는 형식과 주제에 새로운 경향을 보이고 있으며, 근작인 <들딸기 따기>에서는 전쟁 책임을 추궁하는 자세를 보이고 있다.

### 보르헤르트, 볼프강
Wolfgang Borchert(1921-1947)2차대전중에 종군하여 부상을 입고 감옥살이를 하는 등 많은 고초를 겪은 후에 귀환했으나 잃어버린 세대의 고발인 복원병극(復員兵劇) <집 밖>이란 작품이 초연되기 전날에 죽었다. 이 작품은 전후에 폐허 속에서 비상한 반향을 불러 일으킨 유일한 극이었다.

### 뒤렌마트, 프리드리히
Fridrich D rrenmatt(1921- )스위스의 목사의 아들로 태어났다. 브레히트 등의 영향도 받으면서 그로테스크한 폭로나 쇼크적 효과를 통해 인식하는 작풍(作風)을 확립했다. 그는 무자비한 자세로 현대의 모랄을 추구하는데, 극의 형식은 비영웅적인 희극이다. <천사 바빌론에 오다> <미시시피씨의 결혼>등을 발표하고, <귀부인 고향으로 돌아오다>(1956)의 성공과 논문 <연극의 여러 문제>로 주목을 끌었다. 과학과 정치문제에까지 육박하는 허구(虛構)의 희극 <물리학자>에서는 브레히트와의 대결의 자세가 보인다. 근작으로는 <혜성(彗星)> <재세례파(再洗禮派)의 사람들> 등이 있다.

### 프리시, 막스
Max Frisch(1911- ) 2차대전 후 브레히트의 영향을 받아 스위스 사람으로서 전쟁문제를 추구한 <전쟁이 끝났을 때> <또다시 노래하네> 등을 썼다. 또한 건축가로서의 그가 기술시대인 현대와의 대결을 통해서 자기의 위치를 철저하게 찾아보려는 자세와 평행된, <중국의 장성(長成)> <돈 환> <에델란트 백작> 등의 작품을 볼 수 있다. <비더만과 방화범> <안도라>에서는 개인의 전쟁과 유태인 박해의 책임을 추궁했다. 최근에는 극장의 직접적인 정치적 유효성에 관한 회의를 보이고, 근작 <연희(演戱)>에서는 소설 분야에서 그가 시도하고 있는 일기체 혹은 자전(自傳)에 가탁(假託)한 강한 자기 추구의 방향을 보이고 있다.

### 키프하르트, 하이나르
Heinar Kipphardt(1922- )의사로서 동베를린의 병원에 근무할 때 발표한 <셰익스피어 지급으로 필요함>이 동독의 문화관료주의를 풍자하여 성공했으나 1959년에 서독으로 옮겼다. 다큐멘털한 소재에 예술적인 수법을 사용한 <장군과 개> <요엘브란드의 이야기> 등에서 정치적인 참가 자세를 보였으나, 비미활동위원회(非美活動委員會)의 조사에 바탕을 둔 <오펜하이머 사건>은 기록연극(記錄演劇)으로서 센세이션을 일으켰다. 그러나 <원수(元首)가 피살되는 밤>에서는 허구의 꿈의 세계를 무대에 올려, 소시민 안에 잠재하는 권력에 대한 위험을 폭로하고 있다.

### 바이스, 페터
Peter Weiss(1916-1982) 유태계 가족과 함께 소년시대에 스웨덴으로 이주하여 화가로서 출발했으나, 50년대부터 처음으로 독일어로 작품을 발표하여, 습작극 <손님이 오는 밤>에 이어 <마라의 박해와 암살>(1964)로 획기적인 성공을 거두었다. 개인주의와 혁명가를 대립시킨 이 작품에는 작자 자신은 제3의 입장을 취할 것으로 생각했는데, 얼마 후 사회주의적인 입장을 취할 것을 표명하여, 래디컬한 정치극 <추구(追究)>, 루시타니아의 <괴물의 노래> <베트남 토론>을 발표했고 1970년에는 <망명의 트로츠키>를 발표했다.

### 하이, 리하르트
Richard Hey(1926- ) 피난민 문제를 취급한 <티미안과 용(龍)의 죽음>으로 데뷔했다. <황금의 검을 가진 물고기> <거짓 없는 것에 축복 있으라> 등의 작품이 있다.

### 힐데스하이머, 볼프강
Wolfgang Hildesheimer(1916- )투란도트에서 제재를 얻은 <용좌(龍座)>로 데뷔, 부조리극적(不條理劇的)인 여러 단막물 <야곡(夜曲)>이나 카프카적인 허구의 극 <지연(遲延)>을 썼다.

### 미헬젠
H. G. Michelsen(1922- ) 다년간의 침묵을 거친 후 <시틴츠>(1964)로 데뷔했다. 긴밀한 구성과 철저한 내면적인 추구, 계산된 무대효과를 지니고 있다. 난해한 작품도 많지만 <헬므>는 뛰어난 작품이다.

### 도르스트, 탄크레드
Tankred Dorst(1925- ) 베케트, 아누이, 지로두, 브레히트, 티크 등 여러 선배들의 양식을 빌려 다양한 희곡을 발표했는데, 특히 극중극(劇中劇)의 형식을 좋아한다. <가을의 파티> <커브> <성벽에서의 대탄핵(大彈劾) 연설> <무어의 여인> <토라> 등이 대표작이다.

### 하크스, 페터
Peter Hacks(1928- ) <콜럼버스>로 서독에서 데뷔했으나 동독으로 옮겨, 브레히트의 기법을 응용한 역사극 <무우궁(無憂宮)의 풍차집> <로보지츠의 싸움> 등으로 성공했다. 사회주의 건설 도상의 모순을 비판하는 현대극 <우려와 힘> <모리츠, 타소> 등은 교조적(敎條的)인 문화관료로부터 비판을 받기도 했다. 브레히트 희곡의 계승자이다.

### 발저, 마르틴
Martin Walser(1927- ) 소설가로서 저명했으나 독일 소시민의 본질을 추구한 <도토리나무와 앙골라 토끼>, 유태인 문제를 파헤친 <검은 스완>, 퇴폐적인 현대 자본가를 희화화(戱畵化)한 <등신대(等身大) 이상의 크로트씨> 등으로 주목을 받고, 리얼리즘 Ｘ에 의해 브레히트의 비판과 극복을 시도했다. 서독의 래디컬한 사회작가인데, 근작 <실내전쟁>에서는 사적 생활을 문제삼고 있다.

### 그라스, 귄터
Gunter Grass(1927- ) 소설가로 활약하는 한편, 부조리극적인 소품(小品)인 <요리사> <홍수> <버팔로까지 앞으로 10분> 등을 발표한 바 있는데, 현대정치에도 직접 행동으로 참가하여 동·서 독일의 분열이라는 가장 현실적인 문제에 대담하게 도전한 <천민의 폭동연습>(1965)을 발표했다. 1953년 동독의 폭동 당시 브레히트를 모델로 하여 예술과 정치의 관련을 추구한 작품으로 <독일의 비극>이 있다.

### 호흐후트, 롤프
Rolf Hochhuth(1931- ) 1964년에 상연된 <신의 대리인>은 전 유럽에 선풍을 일으켰는데, 이 작품은 교황 피우스 12세의 유태인 박해에 대한 책임을 묻는 비판에 그치지는 않았다. 제2작 <병자들>(1968)은 무차별 폭격을 추진한 처칠의 현실정치가로서의 책임을 추궁한 것인데, 그의 눈은 '권력과 모랄' 문제에 집중되고 있다. 제2작에서는 에브리만 극의 테두리를 사용하고 있는데 면밀한 사실고증에 바탕을 둔 호흐후트의 기록적인 연극은, 허구인 드라마 부문에선 고전적인 의미에서 영웅적인 인물이 등장하는 정통주의 기법을 쓰고 있다. 1970년에는 미국의 재벌, 상원의원을 등장시켜 미국의 정치지향(政治志向)을 비판한 <게릴라>를 발표하여 정치연극적 경향을 강하게 드러냈다.

### 슈페르, 마르틴
Martin Sperr(1944- ) 전쟁 직후의 바이에른 한촌(寒村)의 그로테스크한 사건을 그린 <니다바이에른의 사냥>(1966)으로 데뷔, 다음 작품 <란토프트 이야기>도 만만치 않은 성공을 거두어 장래가 기대된다.

## 독일의 연출가·배우

### 연극의 혁신과 전전의 연출가
거장 라인하르트는 표현주의의 도래를 미리 짐작, 자기 극장의 범위 안에서 이미 10년대에 몇 개의 표현주의극 <거지> <아들> <해전> 등을 상연했으나, 종래의 환상적인 극장 테두리를 완전히 파괴하는 급진적인 운동에는 참가하지 않았다. 초기의 운동체(運動體)로는 뮌헨 예술좌(藝術座)의 양식무대(樣式舞臺), 빈에서의 발, 코코시카의 큐리오즘, 베를린 슈트름 무대(바덴), 정치적인 트리뷰네(칼하인츠 마르틴) 등이 있다.

### 예스너, 레오폴트 (Leopold Jessner, 1878-1945).
2차대전후 베를린 국립극장 총감독이 되어 자연주의적 장치를 전폐한 계단무대를 도입하자, 이것이 각지에 유행했다. 새로운 조명기술은 표현주의의 서정적 모놀로그를 스포트의 사용으로 강조하거나, 극장에 현실과는 전혀 다른 차원의 세계를 나타나게 하는 데 성공했다.

### 바우하우스의 실험극
모홀리 나기, 슐레머, 칸딘스키 등이 조형미술이나 조명기술 등 무대의 종합을 시도했다.

### 피스카토르, 에르빈 (Erwin Piscator, 1893-1966)
정치연극을 주창하여 아지프로극적인 활동을 개시했으나, 신즉물주의시대(新卽物主義時代)에 들어와서는 메커닉한 극장기구를 동원하여 르포르타주를 극으로 구성했다. 액자무대의 파괴, 영화의 삽입, 환등(幻燈)의 사용, 보고형식등 서사적인 수법은 대부분 그에 의해 발달된 것이다. <깃발> <해소(海嘯)> <시베이크> 등은 당대의 문제작들이다. 그로피우스가 그를 위해 설계한 '전체극장'은 아깝게도 실현을 보지 못하였다.

### 펠링, 유르겐 (Juergen Fehling, 1885-?)
힐펠트, 콜트나 등과 함께 20년대부터 활약을 시작한 연출가로서, 콜트나 이외는 모두 망명을 하지 않고, 나치스 치하에서도 국내에 남아 나치스의 문화정책을 역이용해 가며 중심도시 베를린에서 연극의 수준을 유지했다. 펠링은 바알라하의 발견자로서, 배우의 집중화·정확화에 의한 냉정한 파토스의 표현을 요구하였다.

### 힐페르트, 하인츠 (Heinz Hilpert, 1890-?)
추크마이어를 따르며 라인하르트의 유산을 계승했다. 펠링과 함께 서독에서는 지도적 입장에 있었다.

### 그뤼드겐스, 구스타프 (Gustaf Gr ndgens, 1899-1964)
전체적인 성격배우이며, 특히 전후에는 극장성(性)의 회복이라는 어려운 일을 성취했을 뿐만 아니라 앙상블 통솔자로서도 수완을 보여, 함부르크에 있어서 그의 에폭을 창조했다.

### 독일의 전후연출가
서독에서는 세대교체기에 해당되며, 서베를린의 발로크, 뒤셀도르프의 슈톨크스를 제외하고는 함부르크에는 오스카 플리츠슈가, 뮌헨 소극장에서는 에버딩이 총감독으로 취임하고, 프랑크푸르트의 부크비츠도 은퇴했다. 다름시타트를 일류 연극도시로 만들어 낸 젤너는 60년 이래 서 베를린의 독일 오페라로 옮겨 앉았다. 그의 연출은 현대적인 고대양식이라고 할 수 있다. 서독의 중견 연출가로서는 브레히트 문하생이었던 파아리츄가 슈투트가르트에서 브레히트 연출의 선을 발전시켜 가장 급진적인 자세를 보이고 있으며, 브레멘에서는 쇼크의 효과를 강조하는 차데크가 가끔 이벤트를 일으키고 있다. 피스카토르는 죽기 수년 전에 서베를린의 민중무대로 복귀하여 호흐후트, 키프하르트 등의 발견으로 마지막 생애를 장식했다. 동독에서는 브레히트가 귀환해서 그의 아내인 여우 헬레네 바이겔을 중심으로 베를리너 앙상블을 형성하여 분위기적인 것을 거부하고 극장을 실시교시(實施敎示)에 의한 관객을 인식의 터전으로 하는 그의 연극 이념에 의해 많은 후계자를 육성했다. 예부터 브레히트의 협력자였던 엥겔이 1965년에 세상을 떠났기 때문에 현재는 베크웰트(1929- )에 기대를 걸고 있다. 같은 베를린의 독일좌는 오랫동안 랑그호프가 감독이었으나, 그가 없어진 후에는 브레히트에게 배운 벳슨이 전통있는 이 극장을 혁신했다. 스타니슬라프스키 시스템은 라이프치히를 근거지로 하여 브레히트의 생전에는 이와 대립하는 교조적인 역할도 하였으나, 현재의 동독에서는 브레히트 이론과 통일시키려는 경향이 보이고 있다. 오페라에서는 서독의 바그너 형제와 대조적인 방향을 보이는 펠젠슈타인이 극에 포인트를 두는 새 연출로 저명하다. 스위스는 나치스 시대에 유일한 독일어권(圈)의 자유로운 극장으로서 망명작가의 작품상연도 행하였으나 이는 릴트벨크, 웰타린 등의 연출가의 공적이라고 할 수 있다.

### 독일의 전쟁 이전 명배우
라인하르트 시대의 명우라고도 할 수 있는 모이시, 아이졸트, 폰 빈터시타인, 슈타인리에츠크, 하르트만, 에카스벨크, 야닝스, 베르너 크라우스, 알베르트 바서만, 팔렌베르크, 티라, 도류, 실트 크라우트, 베게너, 아이벤슈츠, 파가이, 테이미히 일족(헬레네, 헤르만, 한스) 중에서 전후까지 활약한 사람과 현존하고 있는 사람이 있다. 예를 들어 나치스 시대에도 피스카토르를 도운 도류나 티미히, 하인리히 게오르게처럼 전의 정치극 투사가 받아들여진 경우도 있으나 망명한 배우도 많다. 붓슈나 페터 로레, 유태계의 에른스트 도이치 등이 그러하다.

### 독일의 현대 명배우
현재의 명우로는 여배우로 바이겔, 기제, 케르너, 베셀리, 하타이어, 흐리켄실트, 돌슈 등이 있고, 남배우로는 핫세, 링겐, 헬비거, 데 코버, 류만, 보와, 만케, 긴스베르크, 플레르힝거 등이 있으며, 중견 신진 여배우로는 우이머, 골빈, 셀, 코티언, 팔머, 엘자 바그너, 핑크, 슈타인, 레니아가 다시 왔다고도 하는 기젤라 마이, 풀비츠, 호프, 라이헬, 또한 남우로는 브레히트계의 카이저, 샬, 타아테, 서독의 슈뢰더, 셀로, 볼헬트, 크바트프리크, 차이틀러, 헬트, 빈의 마인라트 크바트링거 등을 들 수 있다.

### 독일 무대미술의 명장
무대미술에서 스펙터클적인 라인하르트 시대에는 오리크, 슈테른멘첼, 스레포크트 등이 유명했다. 정치연극의 협력자 트라우고트 뮐러가 기성(旣成)의 장치를 파괴하러 나선 것은 특징적인 일이다. 브레히트의 협력자 카스퍼 넬이나 테오 오토가 전후에 이르기까지 많은 업적을 남겼다. 표현주의 이후로는, 자연묘사의 장치는 표상적(表象的)인 경우에 있어서나 새로운 리얼리즘을 지향하는 연극에 있어서나 거의 자취를 감추고 있다. 가장 극단적인 대립은 추상적인 장치와 조명에 의해 분위기적인 연극공간(演劇空間)을 만드는 바이로이트풍 방식과 브레히트가 제창한 새로운 조명 밑에서 배우가 '나타내는' 연기를 보완하는 부분적으로 리얼한 무대간의 대립이다.